# جورة الشمعة
جورة الشمعة هي قرية فلسطينية تقع ضمن محافظة بيت لحم في الضفة الغربية. وقعت تحت الاحتلال الإسرائيلي في حرب 1967.

## التسمية
يعود سبب تسمية قرية جورة الشمعة بهذا الاسم لوجود امرأة اسمها شمعة، كانت تمتلك الأراضي التي أقيمت عليها جورة الشمعة.

## التاريخ

### الدولة العثمانية
تبعت جورة الشمعة إلى الدولة العثمانية في عام 1517 مع كل فلسطين، وكانت تتبع ولاية شرق بيروت في الشام.

### الانتداب البريطاني
في عام 1917، وقعت جورة الشمعة بيد الجيش البريطاني، ودخلت القرية مع باقي فلسطين مظلة الانتداب البريطاني على فلسطين عام 1920 حتى وقوع النكبة عام 1948.

### الإدارة الأردنية
بعد هدنة 1949، وفي أوائل خمسينيات القرن العشرين أتبعت جورة الشمعة للحكم الأردني بين حربي 1948 و1967.

### النكسة
وقعت القرية تحت الاحتلال الإسرائيلي بعد حرب 1967. بلغ عدد السكان في تعداد عام 1967 الذي أجرته السلطات الإسرائيلية حوالي 263 نسمة.

### السلطة الفلسطينية
بعد تأسيس السلطة الفلسطينية، عُرف 48.8% من أراضي القرية بالمنطقة ب، بينما المساحة المُتبقية عُرفت بأنها المنطقة ج. ألحقت القرية إداريًا ضمن صلاحيات محافظة بيت لحم.

## الجغرافيا
تقع قرية جورة الشمعة على بعد 7 كم هوائي جنوب مدينة بيت لحم. يحدها مراح معلا ومراح رباح من الشرق، ووادي رحال من الشمال، ووادي النيص من الغرب، وأم سلمونة من الجنوب. ترتفع قرية جورة الشمعة عن سطح البحر حوالي 901 مترًا.

## السكان
دخلت فلسطين وفود كبيرة عبر العصور من تجار وغيرهم وذلك؛ لموقعها الهام كنقطة وصل بين القارات، ومركز للحضارات والأديان.
| السنة           | تعداد (1967) | تعداد (1997) | تعداد (2007) | تعداد (2017) |
| --------------- | ------------ | ------------ | ------------ | ------------ |
| التعداد السكاني | 263          | 1,099        | 1,472        | 1,778        |

## مؤسسات جورة الشمعة
الحكم المحلي
يدير القرية منذ عام 1996 مجلس قروي مكون من تسعة أعضاء، ويُعنى بتوفير خدمات البنية التحتية والخدمات الاجتماعية، وجمع النفايات، وشق وتأهيل وتعبيد الطرق.
الصحة والتعليم
يوجد في القرية مدرستان حكوميتان واحد للذكور وواحدة للإناث، ولا يوجد مدارس خاصة في القرية. أما الصحة، فيوجد في القرية عيادة رعاية صحية أولية حكومية، وعيادات طب أسنان وطب عام خاصة، ويبعد أقرب مركز للطوارئ حوالي 8 كم عن القرية.
الرياضة
نادي جورة الشمعة الرياضي الذي تأسس عام 1982.
شؤون المرأة
جمعية سيدات جورة الشمعة التي تأسست عام 2009.

## الأماكن الدينية والأثرية
يوجد في قرية جورة الشمعة مسجد واحد فقط، بينما لا يوجد أي موقع أثري فيها.

## الاقتصاد
يعتمد الاقتصاد في قرية جورة الشمعة على عدة قطاعات اقتصادية أهمها القطاع الزراعي الذي يشكل حوالي 55% من الأيدي العاملة حيث تعد الزراعة القطاع الاقتصادي الرئيسي في القرية التي تنتج محاصيل الزيتون، والتين، واللوز، والعدس، والقمح وبعض الخضراوات. لكن التوسع العمراني للقرية والتوسع في البنية التحتية وفتح الشوارع قلص المساحات المزروعة من الأراضي الزراعية. يتبع الزراعة، النشاط الصناعي بنسبة 25% لوجود عدة مناشير حجر ورخام.

## الاحتلال الإسرائيلي
صنفت سلطات الاحتلال الإسرائيلي 51.2% من أراضي قرية جورة الشمعة على أنها منطقة "ج" حيث السيطرة الكاملة الإدارية والأمنية الإسرائيلية عليها. فقدت جورة الشمعة أجزاء من أراضيها لصالح شق الطريق الالتفافي 3689.